# Madurasundet
Madurasundet är ett sund mellan öarna Java och Madura i provinsen Jawa Timur. Öarna Kambing, Giliraja, Genteng och Ketapang ligger i sundet.
Suramadubron, som är Indonesiens längsta bro, sträcker sig över sundet mellan Surabaya på Java och Bangkalan på Madura.